# Сатори
Сатори (на японски: 悟, сатори; на китайски: 悟, у; на санскрит: संबोधि, самбодхи – букв. „просветление“) – (в медитативната практика дзен) е вътрешно лично преживяване на опита и достигане до истинската природа (на човека) чрез достигане до „състояние на единомислие“ (на санскрит: дхяна или на японски: дзен).
В дзен се смята, че достигането до сатори може, в допълнение към медитацията, да се достигне благодарение на тривиални, обикновени събития и предмети.
В японската будистка традиция сатори се използва наред с термина „кеншо“ – (на японски: 見性, кеншо:, „виждане в собствената природа“).